# زهير طالب عبد الستار النقيب
زهير طالب عبد الستار النقيب كان آخر مدير للاستخبارات العسكرية في العراق قبل غزو العراق عام 2003. استسلم من تلقاء نفسه إلى الملازم برايان ويرتز في 23 أبريل 2003. كان سبعة القلوب في مجموعة أوراق اللعب لأهم المطلوبين العراقيين التي وضعها التحالف بقيادة الولايات المتحدة.ألقي القبض عليه في 23 نيسان/أبريل 2003
وقد أصيب بالعمى التام في سجنه، وذلك بسبب معاناته من زيادة ضغط العين (وليس بسبب مرض السكري كما أشيع) وبسبب فقدان العناية الصحية، مما أدى إلى إصابته بعمى دائم.
في عام 2017، أقر مجلس النواب العراقي قانونا ينص على مصادرة الأموال المنقولة وغير المنقولة لكل من صدام حسين وزوجاته وأولاده وأحفاده وأقربائه حتى الدرجة الثانية ووكلائهم ومصادرة أموال قائمة من 52 من أركان النظام السابق، كان من بينهم زهير طالب عبد الستار النقيب.
توفي في مدينة عمان في 15 حزيران 2020.